# Rubén Vergés
Rubén Vergés Fruitós (* 11. März 1987 in Barcelona) ist ein ehemaliger spanischer Snowboarder.

## Werdegang
Vergés trat international erstmals bei den Juniorenweltmeisterschaften 2001 in Nassfeld in Erscheinung. Dort errang er den 46. Platz in der Halfpipe. In den folgenden Jahren kam er bei den Juniorenweltmeisterschaften 2003 in Prato Nevoso auf den 61. Platz in der Halfpipe sowie auf den 50. Rang im Snowboardcross, bei den Juniorenweltmeisterschaften 2004 am Klínovec auf den 31. Platz in der Halfpipe, bei den Juniorenweltmeisterschaften 2005 in Zermatt auf den 26. Platz im Snowboardcross und bei den Juniorenweltmeisterschaften 2007 in Bad Gastein auf den 56. Platz im Big Air sowie auf den 31. Rang im Snowboardcross. Sein Debüt im Snowboard-Weltcup gab er im September 2007 in Cardrona, wobei er den 38. Platz in der Halfpipe errang. Bei den Snowboard-Weltmeisterschaften 2009 in Gangwon belegte er den 50. Platz in der Halfpipe, den 46. Rang im Snowboardcross und den 41. Platz im Big Air. In der Saison 2009/10 erreichte er in Saas-Fee mit dem 15. Platz in der Halfpipe seine beste Platzierung im Weltcup und kam in Vancouver bei seiner einzigen Teilnahme an Olympischen Winterspielen auf den 31. Platz in der Halfpipe. Im folgenden Jahr errang er bei den Weltmeisterschaften in La Molina den 28. Platz in der Halfpipe. In der Saison 2011/12 wiederholte er mit Platz 15 im Stoneham seine beste Platzierung im Weltcup und erreichte mit dem 29. Platz im Halfpipe-Weltcup sein bestes Gesamtergebnis. Zudem wurde er spanischer Meister in der Halfpipe. Bei den Snowboard-Weltmeisterschaften 2013 im Stoneham errang er den 42. Platz in der Halfpipe. In der Saison 2013/14 gewann er bei der Winter-Universiade 2013 in Monte Bondone die Goldmedaille in der Halfpipe und absolvierte im Stoneham seinen 26. und damit letzten Weltcup, welchen er auf dem 38. Platz in der Halfpipe beendete.

## Teilnahmen an Weltmeisterschaften und Olympischen Winterspielen

### Olympische Winterspiele
- 2010 Vancouver: 31. Platz Halfpipe

### Snowboard-Weltmeisterschaften
- 2009 Stoneham: 41. Platz Big Air, 46. Platz Snowboardcross, 50. Platz Halfpipe
- 2011 La Molina: 28. Platz Halfpipe
- 2013 Stoneham: 42. Platz Halfpipe

## Weltcup-Gesamtplatzierungen
| Saison  | Gesamt/Freestyle | Gesamt/Freestyle | Halfpipe | Halfpipe |
| Saison  | Punkte           | Platz            | Punkte   | Platz    |
| ------- | ---------------- | ---------------- | -------- | -------- |
| 2007/08 | 57               | 269.             | 57       | 87.      |
| 2008/09 | 238              | 192.             | 238      | 59.      |
| 2009/10 | 435              | 136.             | 435      | 42.      |
| 2011/12 | 350              | 56.              | 328      | 29.      |
| 2012/13 | 190              | 89.              | 190      | 46.      |
| 2013/14 | 126              | 108.             | 126      | 55.      |